# Grafische Sammlung der Stadt Augsburg

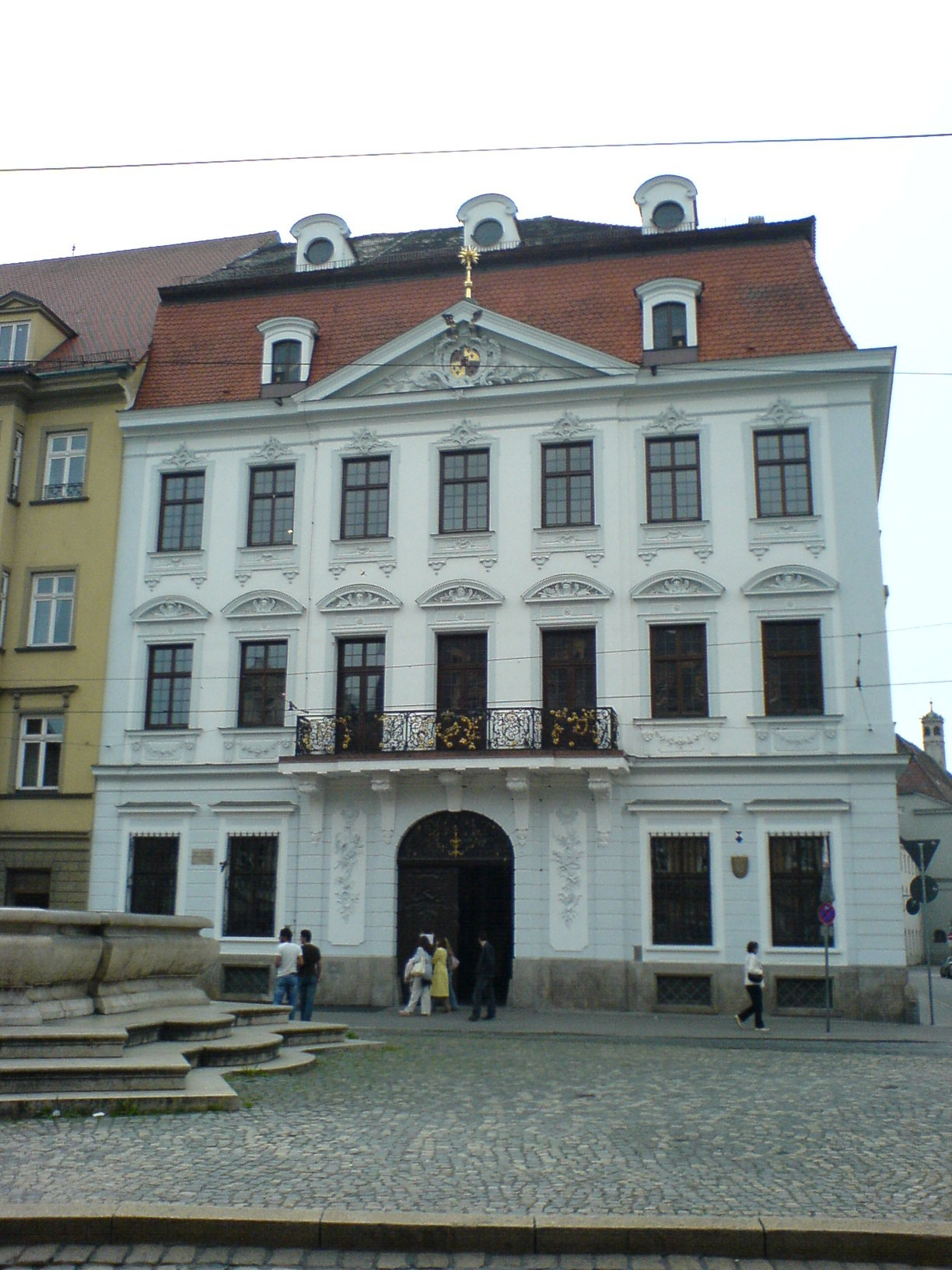
Das Schaezlerpalais, in dem die Grafische Sammlung der Kunstsammlungen & Museen Augsburg untergebracht ist

Die Grafische Sammlung der Kunstsammlungen und Museen Augsburg ist ein Teil der städtischen Kunstsammlungen der bayerischen Großstadt Augsburg, zu deren Bestand vor allem Druckgrafik aus der Zeit des Barock zählt. Die Grafische Sammlung ist Teil der Kunstsammlungen & Museen Augsburg.

## Lage und Ausstellungsorte
Die Grafische Sammlung befindet sich im Schaezlerpalais in der Augsburger Altstadt, in dem ebenfalls die Deutsche Barockgalerie, die Sammlung der Karl und Magdalene Haberstock-Stiftung sowie der Rokokofestsaal untergebracht sind. Die Sammlung ist nicht öffentlich zugänglich, jedoch werden immer wieder Teile der Grafischen Sammlung in Ausstellungen im Schaezlerpalais gezeigt. Der Zugang zu den Sammlungen erfolgt nach vorheriger schriftlicher Anmeldung über den Eingang im Erdgeschoss des Schaezlerpalais in der Maximilianstraße. Aufgrund seiner zentralen Lage ist die Grafische Sammlung der Stadt Augsburg über mehrere Straßenbahn- und Stadtbuslinien des öffentlichen Nahverkehrs gut angebunden. Parkmöglichkeiten sind dagegen nur in geringer Zahl vorhanden.
Werke und Studien aus dem 20. und 21. Jahrhundert – vor allem zeitgenössischer Künstler – aus der Grafischen Sammlung werden im H2 – Zentrum für Gegenwartskunst im Glaspalast präsentiert. 
Seit Juli 2011 werden in kleineren Wechselausstellungen regelmäßig Teile der Grafischen Sammlung im neu eingerichteten Grafischen Kabinett im Höhmannhaus, dem Nachbargebäude des Schaezlerpalais, gezeigt. Der Zugang erfolgt bei freiem Eintritt direkt von der Maximilianstraße aus.

## Trägerschaft und Betrieb
Sämtliche Bestände der Grafischen Sammlung (etwa 11.000 Zeichnungen und 30.000 druckgrafische Blätter) sind Eigentum der Stadt Augsburg, wobei jeweils nur ein kleiner Teil tatsächlich im Grafischen Kabinett oder Ausstellungen im Schaezlerpalais und H2 zu sehen sind. Wie alle Häuser der Kunstsammlungen und Museen Augsburg (Naturmuseum, Römisches Museum, Maximilianmuseum, Schaezlerpalais, Mozarthaus, Neue Galerie im Höhmannhaus, H2 - Zentrum für Gegenwartskunst im Glaspalast) wird auch die Grafische Sammlung von der Augsburger Kommune verwaltet, gepflegt und finanziert.

## Ausstellungen
Die Ausstellungen aus Beständen der Grafischen Sammlung zeigen vor allem die Höhepunkte der Studiensammlung für Handzeichnungen und Druckgrafik oder sind bestimmten thematischen Aspekten gewidmet:
- Werke aus der Zeit des deutschen Barock (17. und 18. Jahrhundert)
- Werke zur Augsburger Kunst- und Kulturgeschichte (Stadtpläne, Stadtansichten, Architekturansichten, Entwürfe für Kunsthandwerk, Druckgrafik von Augsburger Künstlern)
- Zeichnungen des 18. Jahrhunderts
- Zeichnungen aus dem süddeutschen Raum im 19. und 20. Jahrhundert
- Künstlerfotografien aus dem 20. und 21. Jahrhundert